# 善慶
善慶（ぜんけい、建久8年（1197年） - 正嘉2年（1258年）7月頃）は、日本の鎌倉時代に活動した仏師。南都（奈良）を中心に活動した「善派」と称される系統に属する。同じ善派仏師の善円の実子（または弟子）と考えられてきたが、1983年に善円と善慶の生年が一致することが判明、以降両者は同一人物とされる。同じく善派仏師の善春は息子。

## 略歴

### 善円時代
善円の現存する最初の作例は、承久3年（1221年）の銘記がある奈良国立博物館の十一面観音立像（像高46.6cm）である。この像は像内ほぼ全面に長文の墨書があり、像内には納入品として金剛般若波羅蜜経がおさめられていた。像内墨書と納入経巻の奥書から、この像は承久3年（1221年）、多数の人々の結縁により、春日信仰を背景として、仏師善円によって作られたことがわかる。
次いで現存するのはアジアソサエティ蔵の地蔵菩薩立像（もと東京・個人蔵）で、この像も像内に長文の墨書がある。そこには像の制作年代を示す記載はないが、結縁者として名を列ねる僧の僧位から、元仁2年-嘉禄2年（1225年-1226年）の造像とわかる。東京国立博物館に明治時代から収蔵される文殊菩薩立像は、作者・制作年代を明らかにする資料を欠くが、作風や像高が前述の十一面観音像および地蔵菩薩像に近いことから、善円の作と推定されている。以上の3像は、春日社（春日大社）の四所明神と若宮の本地仏5体一具として作られたうちの3体が残ったものとする説もある。
上記地蔵菩薩像の胎内銘にある結縁交名では、範円、実尊、尊遍、実信といった興福寺の高僧の名が記されている。作風から善円作とみられる伝香寺地蔵菩薩像（重要文化財）にも、信円、覚憲、貞慶、雅縁、範信、蔵俊ら興福寺の有力僧の名が入った納入品があることから、善円は元々興福寺所属の仏師であったことが窺える。
東大寺指図堂釈迦如来坐像（重文、像高29.2cm）は、像底の墨書によると、嘉禄元年（1225年）、南山城の海住山寺において善円が作り、翌年、栂尾（高山寺）において高弁（明恵）が導師となって供養されたものである。像内に納入されていた造像願文によると、願主は海住山寺十輪院に住まう律僧覚澄で、母の菩提のために発願したものであった。善円の作品の多くが寄木造彩色であるのに対し、この像は木肌の美しさを生かした一木造素地仕上げで、像底から内刳を行い、前述の願文や経巻などの納入品を収めている。
延応2年（1240年）には東大寺慈恩院の僧俊幸（伝不詳）を願主として薬師寺地蔵菩薩立像（重文）を造る。この像の納入品の願文に善円の年齢（44歳）が記載されていたことが、善円・善慶同人説の決め手となった。善慶は、建長元年（1249年）に西大寺清凉寺式釈迦如来立像（重文）を作ったとき、53歳であったことが同像の台座銘から知られ、逆算すると建久8年（1197年）の生まれということになり、善円と同い年である。
彼は宝治元年（1247年）大和西大寺の愛染明王坐像（重文）を作った後、建長元年（1249年）までの間に善慶と改名し法橋位を得る。なぜ改名したかについては不明だが、慶派正系仏師に継承される「慶」の字を名乗ることで法橋位を得るためだと推測でき、これを逆に解釈すれば善円は元々慶派正系の仏師とは距離がある出自だったとも考えられる。善派仏師の作品は西大寺など叡尊関係の寺院に多く残り、彼らが叡尊に重用されたことがうかがえる。

### 善慶時代
建長元年（1249年）、善慶と改名した彼は西大寺本尊の清凉寺式釈迦如来立像（重文）を、叡尊の弟子たちの発願により他の木仏師八人と共に製作。建長4年（1252年）鎌倉極楽寺釈迦如来坐像（重文）を制作したとされるが、作風や叡尊の弟子である忍性が極楽寺の開山となったのは善慶の没後であることから、この釈迦如来坐像は善慶の作ではないとする見方が有力で、やや時代が下った息子の善春の作とも言われる。また、建長元年（1249年）兵庫県南あわじ市正福寺薬師如来坐像は、「信士上座善慶」という墨書銘があることから法橋善慶の作とされてきた。しかし、法橋善慶作と比較すると、目に鋭さが無く耳の形が一致しない、額が広く頬が膨らんで輪郭が丸く、体躯や着衣の表現も善慶のシンプルな造形とは距離があり、同名異人の作品だと判断される。
建長7年（1255年）またも叡尊の発願で般若寺本尊の丈六騎獅文殊菩薩像（延徳2年（1490年）に火災で焼失）を造り始めるが、本体の完成後に善慶は没し、獅子は善春が引き継いで完成させた。
作風は初期から晩年まであまり変化せず、技巧的、工芸的であると評される。特に耳の形は殆ど変わらず、善円・善慶同人説を補強している。素地仕上げの東大寺釈迦如来像の衣文を見ると、鋭い鎬を立てず、太目で断面が丸みを帯びた襞を刻み出している。

## 代表作

### 善円時代
- 十一面観音立像 （奈良国立博物館） 檜材 寄木造 漆箔・彩色・截金 玉眼 承久3年（1221年）
- 地蔵菩薩立像 （アメリカ・アジアソサエティ蔵） 元仁2年-嘉禄2年（1225年-1226年）
- 文殊菩薩立像 （東京国立博物館） 木造 金泥塗り・彩色・切金 玉眼
- 釈迦如来坐像（東大寺指図堂）嘉禄元年（1225年）
- 裸形地蔵菩薩立像 （伝香寺） 重要文化財 安貞2年（1228年）頃
- 地蔵菩薩立像（薬師寺）延応2年（1240年）
- 愛染明王坐像（西大寺）宝治元年（1247年）

### 善慶時代
- 釈迦如来立像（西大寺）建長元年（1249年）増金、観慶等と清凉寺で模刻。
- 地蔵菩薩立像 （大和郡山市・西興寺）

## 参考資料
論文
- 久野健「大仏師善円とその作品」『日本仏像彫刻史の研究』 吉川弘文館、1984年12月10日、pp.490-516、ISBN 4-642-07240-3（初出は『美術研究』240号、便利堂、1966年4月）
- 石井千紘 「鎌倉時代前期の僧綱仏師について ─仏師善慶の僧綱補任を中心に─」『佛教藝術』339号、毎日新聞社、2015年3月30日、pp.23-43、ISBN 978-4-620-90369-9
- 石井千紘 「善円から法橋善慶への作風展開について」『パラゴーネ』第2号、青山学院大学比較芸術学会、2015年3月31日、pp.68-79

単行本
- 倉田文作『仏像のみかた 技法と表現』 第一法規、1965年
- 東京国立博物館編集発行 『東京国立博物館図版目録 日本彫刻編』 大塚巧芸社制作、1999年3月31日
- 奥健夫 『日本の美術536 奈良の鎌倉時代彫刻』 ぎょうせい、2010年、ISBN 978-4-324-08745-9
- 山本勉 『日本の美術537 東国の鎌倉時代彫刻 鎌倉とその周辺』 ぎょうせい、2011年、ISBN 978-4-324-08746-6